# Lowell, Ohio
Lowell là một làng thuộc quận Washington, tiểu bang Ohio, Hoa Kỳ. Năm 2010, dân số của làng này là 549 người.

## Dân số
- Dân số năm 2000: 628 người.
- Dân số năm 2010: 549 người.